# 天主教萨利纳教区
天主教薩利納教區（拉丁語：Dioecesis Salinensis）是美國一個羅馬天主教教區，屬堪薩斯城總教區。
範圍包括堪薩斯州西北部，教座位於薩利納。2010年有教友48,255人（佔轄區總人口14.1%）、八十三個堂區、七十六名司鐸。現任教區主教為愛德華·若望·韋森伯格。
利文沃思教區成立於1887年8月2日。1944年12月23日易名至今。